# Све што видим и све што знам
Трећи албум горњомилановачке рок-групе Бјесови је изашао као компакт-диск и музичка касета 1997. године. Недуго након изласка овог албума, Зоран Маринковић и Горан Марић распуштају групу.
Албум је сниман у београдском студију О, а снимање је трајало дуго. Урађено је неколико различитх ремикса албума, тако да је тек после годину дана од снимања албум угледао светлост дана.

## Списак песама
1. Верујем - 5:50
2. Пробуди ме - 4:32
3. Кад ми стане дах - 5:23
4. Све што видим и све што знам - 3:58
5. Дар - 3:25
6. Радуј се - 2:08
7. Све ће се дознати - 3:22
8. Мој избор - 14:08

## Чланови групе
- Зоран Маринковић - Маринко: глас
- Горан Марић - Макс: глас
- Предраг Дабић: гитара
- Зоран Филиповић: гитара
- Божидар Танасковић: бас-гитара
- Игор Малешевић: бубњеви

## Остало
- Сниматељ и продуцент: Горан Живковић, Александар Радосављевић и Игор Боројевић
- Помоћник сниматеља: Драгутин Јаковљевић
- Микс: Иван Кљајић
- Ремастеринг: Александар Виторовић
- Дизајн омота: Зоран Маринковић
- Слика на насловној страни: Драган Аздејковић
- Фотографија: Урош Ђурић
- Снимано у студију О у Београду, априла 1996. и маја 1997.